# Andy Díaz
Andy Díaz Hernández (ur. 25 grudnia 1995 w Hawanie) – kubański lekkoatleta specjalizujący się w trójskoku, od 22 lutego 2023 reprezentuje Włochy.
W 2014 zajął 4. miejsce podczas juniorskich mistrzostw świata w Eugene. Piąty trójskoczek czempionatu NACAC (2015).
Dwa lata później w Londynie podczas mistrzostw świata zajął siódme miejsce.
Brązowy medalista olimpijski z Paryża (2024), halowy mistrz Europy oraz halowy mistrz świata (2025).
Złoty medalista mistrzostw Kuby.
Rekord życiowy: stadion – 17,75 (2 czerwca 2023, Florencja) rekord Włoch / 17,80w (5 maja 2023, Doha); hala – 17,80 (21 marca 2025, Nankin) 5. wynik w historii światowej lekkoatletyki.

## Osiągnięcia
| Rok                   | Impreza                     | Miejsce    | Lokata            | Wynik  |
| --------------------- | --------------------------- | ---------- | ----------------- | ------ |
| Reprezentacja: Kuba   |                             |            |                   |        |
| 2014                  | Mistrzostwa świata juniorów | Eugene     | 4. miejsce        | 16,43  |
| 2015                  | Mistrzostwa NACAC           | San José   | 5. miejsce        | 16,03w |
| 2017                  | Mistrzostwa świata          | Londyn     | 7. miejsce        | 17,13  |
| 2018                  | Halowe mistrzostwa świata   | Birmingham | 15. miejsce       | 15,37  |
| 2019                  | Igrzyska panamerykańskie    | Lima       | 3. miejsce        | 16,83  |
| 2019                  | Mistrzostwa świata          | Doha       | el. – 24. miejsce | 16,41  |
| 2021                  | Igrzyska olimpijskie        | Tokio      | el. –             | DNS    |
| Reprezentacja: Włochy |                             |            |                   |        |
| 2024                  | Igrzyska olimpijskie        | Paryż      | 3. miejsce        | 17,64  |
| 2025                  | Halowe mistrzostwa Europy   | Apeldoorn  | 1. miejsce        | 17,71  |
| 2025                  | Halowe mistrzostwa świata   | Nankin     | 1. miejsce        | 17,80  |